# Dianne Reeves
Dianne Reeves (ur. 23 października 1956 w Detroit) – amerykańska wokalistka jazzowa. Wraz z Dee Dee Bridgewater, Dianą Krall i Cassandrą Wilson uważana jest za jedną z najważniejszych postaci wśród wokalistek jazzowych.  Laureatka NEA Jazz Masters Award 2018.

## Nagrody Grammy
Zdobywczyni czterech nagród Grammy w kategorii Najlepsza Wokalistka Jazzowa.
- In the Moment – Live In Concert (2001)
- The Calling: Celebrating Sarah Vaughan (2002)
- A Little Moonlight (2003)
- Good Night, and Good Luck (2006)

Jest jedyną w tej kategorii, która otrzymała je za trzy albumy  z rzędu.

## Dyskografia
- Welcome to My Love (1977)
- Better Days (1987)
- I Remember (1988)
- Never Too Far (1990)
- Dianne Reeves (1991)
- Art & Survival (1993)
- Quiet After the Storm (1994)
- The Grand Encounter (1996)
- Palo Alto Sessions (1996)
- That Day (1997)
- Bridges (1999)
- In the Moment – Live in Concert (2001)
- The Calling: Celebrating Sarah Vaughan (2002)
- Best of Dianne Reeves (2002)
- A Little Moonlight (2003)
- Christmas Time is Here (2004)
- Good Night, and Good Luck (2005)
- When You Know (2008)
- Beautiful Life (2013)